# Astaenomoechus unidentatus
Astaenomoechus unidentatus är en skalbaggsart som beskrevs av Rudolph Petrovitz 1973. Astaenomoechus unidentatus ingår i släktet Astaenomoechus och familjen Hybosoridae. Inga underarter finns listade.